# EFW C-3605
L’EFW C-3605, surnommé Schlepp, est un avion tracteur de cibles des Forces aériennes suisses construit par les Ateliers fédéraux de construction (A+C) de Thoune à partir de la fin des années 1960. Les avions produits sont des EKW C-3603 modifiés. Ils ont été utilisés par les Forces aériennes suisses de 1971 à 1987, date à laquelle ils ont été remplacés par des Pilatus PC-9B.

## Utilisation

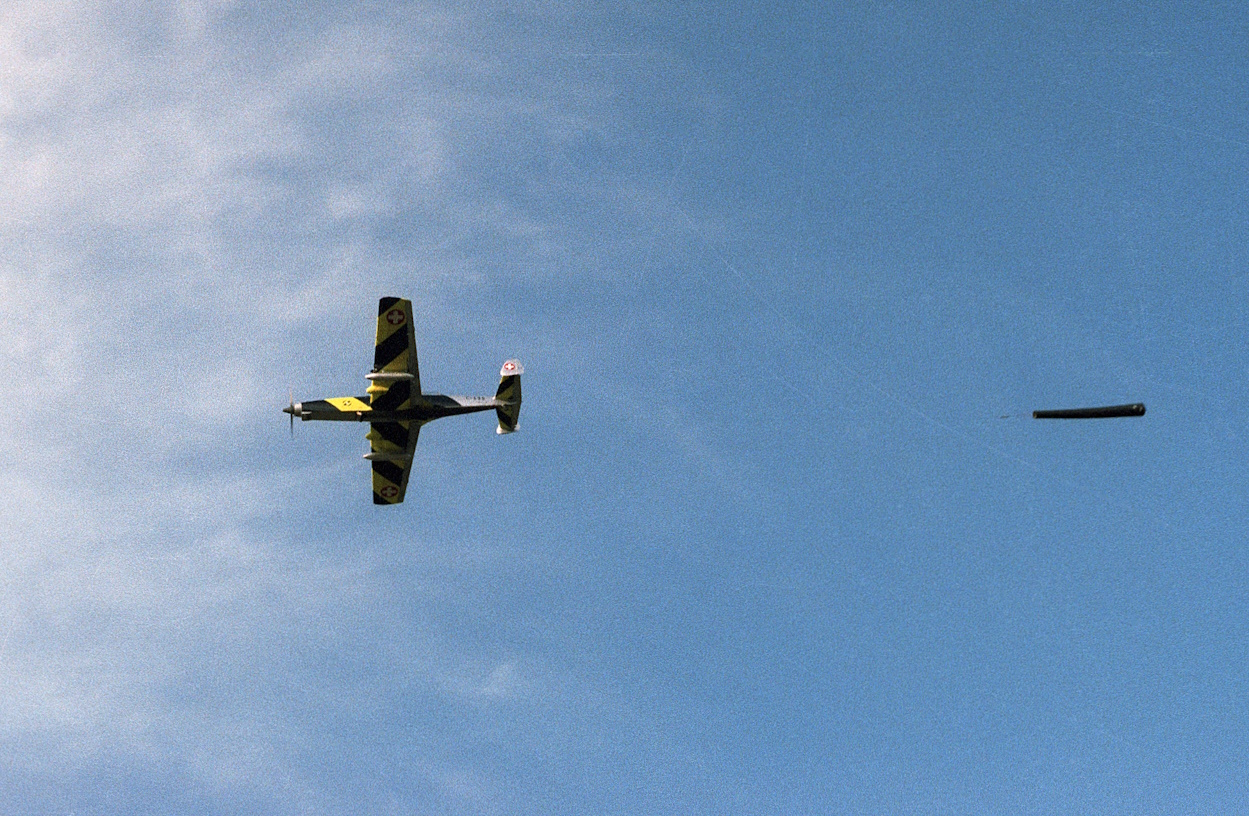
Un EFW C-3605 s'apprête à relâcher sa cible (octobre 1980).

## Sources
- (de) Die Flugzeuge der schweizerischen Fliegertruppe seit 1914, p. 358.